# The World Is Not Enough (computerspel)
The World Is Not Enough is een schietspel gebaseerd op de James Bond-film met dezelfde titel. Het spel werd uitgebracht door Electronic Arts. Eurocom ontwikkelde het spel voor Nintendo 64, Black Ops Entertainment voor de Playstation-versie en 2n Productions voor de Game Boy Color.

## Verhaal
Geheim agent James Bond moet Elektra King beschermen tegen Renard, een terrorist. Bond achterhaalt dat Renard en Elektra samenwerken. Ze hebben plannen om een nucleaire aanslag te plegen op Istanboel om zo wereldmarktleider van olie te worden.

## Personages
Alle personages zijn gebaseerd op uiterlijke kenmerken van de betreffende acteur uit de bioscoopfilm.
- James Bond: Een Brits geheim agent die op zoek gaat naar de terrorist die een aanslag pleegde op MI6 en oliebaron Robert King. Bond is de protagonist van het spel.
- Elektra King: De dochter van de overleden oliebaron Robert King. Ze erfde het olieconcern van haar vader. Ze is het doelwit van terrorist Renard die haar enkele jaren geleden ook al ontvoerde.
- Renard: Zijn echte naam is Victor Zokas. Hij ontvoerde Elektra King enkele jaren geleden al eens in ruil voor losgeld. Destijds trachtte agent 009 hem te vermoorden. De kogel belandde in Renard zijn hersens, maar toch overleefde hij. Omwille van deze kogel voelt hij geen pijn meer. Hij tracht nu wraak te nemen en heeft het terug gemunt op Elektra.
- Dr. Christmas Jones: Een Amerikaanse onderzoekster met expertise in ontarmen van nucleaire bommen. Ze gaat samen met Bond op zoek naar een gestolen nucleaire bom.
- Valentin Zukovsky: Een voormalige medewerker van de KGB en ex-vijand van Bond. Nu is hij een handelaar in wapens en kaviaar.
- M: Hoofd van MI6
- Miss Moneypenny: Bonds persoonlijke secretaresse.

## Grootste spelverschillen tussen de platformen
- Op Game Boy Color betreft het een third-person shooter waar het een first-person shooter is voor de twee andere systemen.
- De speler bestuurt het personage James Bond, welke is gebaseerd op de vertolking door Pierce Brosnan. Zijn stem werd ingesproken door Adam Blackwood voor Nintendo 64 en Tim Bentinck voor Playstation. Er zijn geen stemacteurs gebruikt voor de Game Boy Color-versie.
- De Nintendo-versie heeft 14 singeplayer levels en ondersteunt ook een multiplayer-mode tot 4 spelers. De Playstation-versie is enkel singleplayer en heeft 11 levels. Deze versie toont tijdens de cutscenes full motion video die rechtstreeks uit de film komt. De versie voor Game Boy Color heefst slechts 8 levels dewelke met een paswoord zijn beveiligd.